# Hồ Don Juan

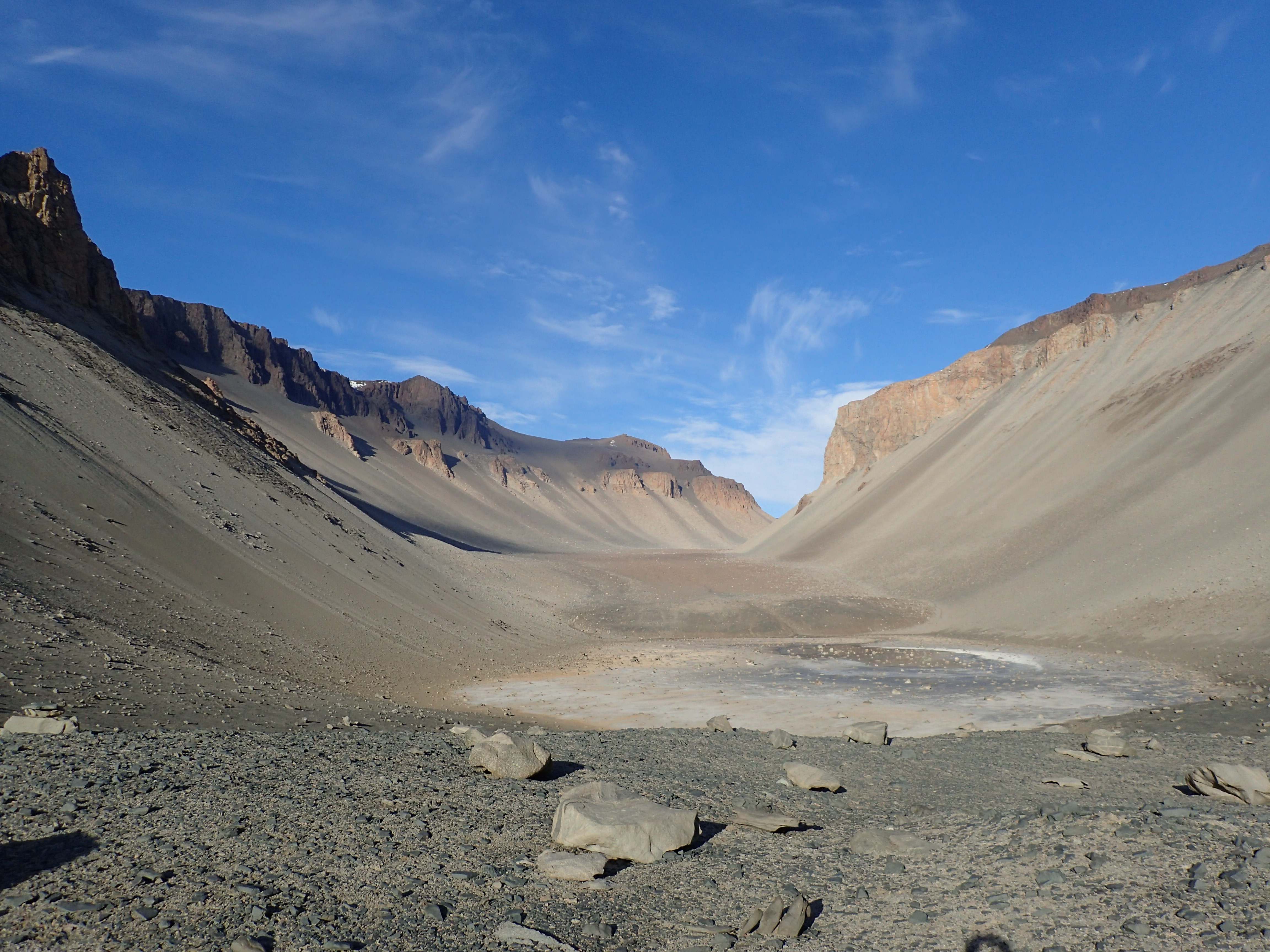
Cận cảnh Hồ Don Juan

Hồ Don Juan là một hồ siêu mặn có diện tích nhỏ và nông ở phía tây thung lũng Wright (South Fork), Victoria Land, Nam Cực, 9 kilômét (5,6 mi) về phía tây từ hồ Vanda. Hồ nằm giữa dãy Asgard ở phía nam và dãy Dais ở phía bắc. Ở đầu phía tây có một nhánh nhỏ và sông băng. Hồ Don Juan là hồ mặn nhất ở Nam Cực và đồng thời là một trong những vùng nước mặn nhất trên Trái đất. Độ mặn này cho phép nước duy trì ở trạng thái lỏng ngay cả ở nhiệt độ thấp tới −50 °C (−58 °F) do sự liên kết của muối với các phân tử nước.
Hồ Don Juan được khám phá vào năm 1961 bởi George H. Meyer. Hồ được đặt tên theo hai phi công trực thăng, Trung úy Don Roe và Trung úy John Hickey, người điều khiển chiếc trực thăng liên quan đến đây.

## Độ mặn

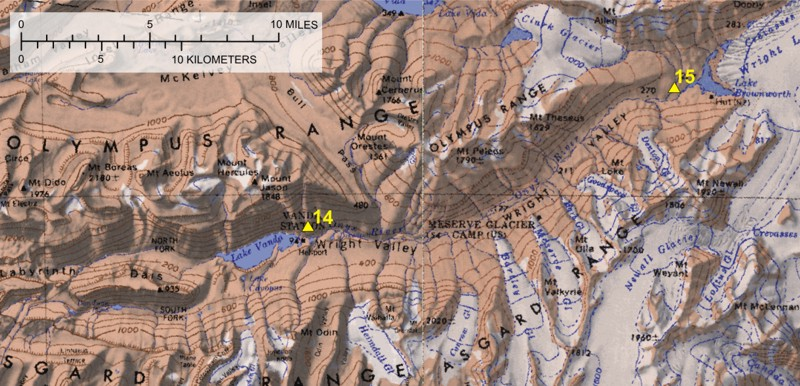
Hồ Don Juan nằm gần góc dưới bên trái (phía tây nam) của bản đồ

Hồ Don Juan là một ao hay hồ siêu mặn, đáy phẳng. Hồ có tổng chất rắn hòa tan cao thứ hai trong hồ sơ ghi chép, với độ mặn lớn hơn Biển Chết hoặc Hồ Assal (Djibouti) (điều tương tự cũng đúng với Hồ Vanda và có lẽ các hồ khác trong Thung lũng khô McMurdo). Độ mặn thay đổi theo thời gian từ 200 đến 474 g/L, bị chi phối bởi calci chloride, cao hơn 18 lần độ mặn của biển, 1,3 lần so với Biển Chết. Đây là hồ siêu mặn duy nhất ở Nam Cực gần như không bao giờ đóng băng. Khu vực xung quanh Hồ Don Juan được phủ bởi các muối natri chloride và calci chloride lắng đọng lại khi nước bay hơi.
Diện tích và thể tích của Hồ Don Juan luôn thay đổi theo thời gian. Theo bản đồ địa hình USGS xuất bản năm 1977, khu vực này rộng khoảng 0,25 km2 (62 mẫu Anh). Tuy nhiên, trong những năm gần đây, hồ đã bị thu nhỏ đáng kể. Độ sâu tối đa trong năm 1993–1994 được mô tả là "sâu bằng bàn chân" (30 cm). Vào tháng 1 năm 1997, hồ sâu khoảng 10 xentimét (3,9 in); vào tháng 12 năm 1998, hồ gần như cạn, diện tích chỉ còn vài chục mét vuông. Hầu hết lượng nước còn lại nằm xung quanh những tảng đá lớn trong hồ.

## Dạng sống
Các nghiên cứu về các dạng sống trong độ mặn trong nước (nước muối cô đặc) của Hồ Don Juan vẫn còn mơ hồ.